# Olivia Coffey
Olivia Coffey (Elmira, 29 de enero de 1989) es una deportista estadounidense que compite en remo. Es hija del también remero Calvin Coffey.
Ganó cinco medallas en el Campeonato Mundial de Remo entre los años 2013 y 2019. Participó en los Juegos Olímpicos de Tokio 2020, ocupando el cuarto lugar en la prueba de ocho con timonel.

## Palmarés internacional
| Campeonato Mundial | Campeonato Mundial       | Campeonato Mundial | Campeonato Mundial |
| Año                | Lugar                    | Medalla            | Prueba             |
| ------------------ | ------------------------ | ------------------ | ------------------ |
| 2013               | Chungju (Corea del Sur)  | Medalla de oro     | Cuatro sin timonel |
| 2014               | Ámsterdam (Países Bajos) | Medalla de bronce  | Cuatro scull       |
| 2015               | Aiguebelette (Francia)   | Medalla de oro     | Cuatro scull       |
| 2018               | Plovdiv (Bulgaria)       | Medalla de oro     | Ocho con timonel   |
| 2019               | Ottensheim (Austria)     | Medalla de bronce  | Ocho con timonel   |